# Лебедич, Игорь Николаевич
Игорь Николаевич Лебедич (род. 6 мая 1936, Ленинград) — советский и украинский инженер-строитель, автор патентов, кандидат технических наук (1980). Действительный член Украинской академии архитектуры (1995). Лауреат Государственной премии Украины в области архитектуры (2006).

## Биография
Игорь Николаевич Лебедич родился 6 мая 1936 года в Ленинграде. В 1959 году окончил Киевский институт инженеров водного хозяйства (КИИВГ). С тех пор работал в УкрНИИпроектстальконструкция им. В. Н. Шимановского. С 1970 года стал заведовать отделом новых типов конструкций.

## Патенты
Автор ряда патентов, среди которых:
1. Гелиостат // Патент № 1772538[5];
2. Металлическая панель покрытия // Патент № 1728417[6];
3. Монтажный узел шпренгельной системы // Патент № 1728400[7];
4. Двухпоясное висячее покрытие // Патент № 1604955[8];
5. Узел соединения металлической колонны с двутавровой балкой // Патент № 1604943[9];
6. Способ возведения висячего двухпоясного покрытия // Патент № 1571163[10];
7. Каркас многоэтажного здания // Патент № 1511347[11];
8. Закладная деталь фундамента // Патент № 1432141[12];
9. Устройство для пуска и торможения ветродвигателя с вертикальным валом // Патент № 1307083[13];
10. Способ изготовления монументальной скульптуры // Патент № 1296446[14];
11. Висячее двухпоясное покрытие и способ его возведения // Патент № 1289967[15];
12. Высотное сооружение типа монумента // Патент № 1286714[16];
13. Высотное сооружение типа монумента // Патент № 1249140[17];
14. Лестница // Патент № 1201479[18];
15. Высотное сооружение типа монумента // Патент № 1168691[19];
16. Узел соединения трубчатых строительных элементов // Патент № 1130679[20];
17. Высотное сооружение типа монумента // Патент № 1028825[21];
18. Устройство для крепления приставного башенного крана к возводимому сооружению // Патент № 969647[22];
19. Узел соединения элементов колонны и ригеля многоэтажного здания // Патент № 607907[23];
20. Строительная конструкция типа стойки // Патент № 461214[24];
21. Строительная балка // Патент № 450015[25];
22. Каркас многоэтажного здания // Патент № 449134[26].

## Награды
- Государственная премия Украины в области архитектуры (2006; в соавторстве с Ю. И. Серёгиным, А. А. Дощенко, А. И. Юном и др.) за Физкультурно-спортивный комплекс в городе Южный.

## Публикации
- Совершенствование сварных металлоконструкций. — Киев, 1992;
- Тайны стальных конструкций. — Киев, 2004;
- Конструкции стационарных покрытий над трибунами стадионов. — Макеевка, 2008;
- Некоторые аспекты надстройки многоэтажных зданий с использованием металлического каркаса // Зб. наук. пр. Укр. НДПІ сталевих конструкцій. — 2009. — Вип. 4;
- Вантово-подвесное покрытие над трибунами стадиона «Олимпийский» в г. Киеве // Пром. буд-во та інж. споруди. — 2010. — № 3.